# Фоджа
Фо́джа (итал. Foggia МФА: ['fɔdʒ:a]о файле, местн. Fògge ['fɔdʒ]) — коммуна в Италии, располагается в регионе Апулия, в провинции Фоджа.
Население составляет 150 486 человек (30-06-2019), плотность населения — 295,5 чел./км². Занимает площадь 509,26 км². Почтовый индекс — 71100. Телефонный код — 0881.
Покровителями коммуны почитаются Пресвятая Богородица (Богородица в семи покровах), а также святые Гульельмо и Пеллегрино, празднование 22 марта.

## Демография
Динамика населения:

## Известные уроженцы
- Арделио Делла Белла (1655—1737) — писатель.
- Альфьери, Эдоардо (1913—1998) — итальянский скульптор.